# آلن (شهر)

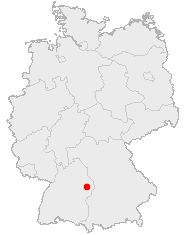
محل شهر آلن بر روی نقشه آلمان

آلن (Aalen) شهری در ایالت بادن-وورتمبرگ آلمان است. این شهر در ۷۰ کیلومتری اشتوتگارت و ۴۸ کیلومتری اولم قرار دارد.